# بارباروسا (فیلم)
بارباروسا (انگلیسی: Barbarossa) یک فیلم درام است که در سال ۲۰۰۹ منتشر شد. از بازیگران آن می‌توان به روتخر هاور، سیسیل کاسل، راز دگان و فهرید موری آبراهام اشاره کرد.